# گو نو سن نو کاتا
گو نو سن نو کاتا (به ژاپنی: 後の先の形)-(به انگلیسی: Go-no-sen-no-kata) یکی از فنون و تکنیک‌های دستهٔ کاتا رشتهٔ ورزشی جودو است که در زیردستهٔ جودو دسته‌بندی می‌شود. 